# P.S. (Doctor Who)
" P.S. " est un mini-épisode de la saison 7 de Doctor Who, écrit par Chris Chibnalll. Il se déroule après le départ d'Amy Pond et Rory Williams dans l'épisode L'Invasion des cubes, il représente une lettre que Rory a envoyée à son père Brian expliquant pourquoi lui et Amy ne reviennent pas. Cet épisode a été surnommé "la scène qui n'a jamais été tournée", car il a été publié sous forme de dessins de storyboard complets.

## Synopsis
La scène finale de L'Invasion des cubes est projetée, avant les titres.
Ensuite, sous forme de dessin complet, Brian est montré en train d'arroser les plantes, lorsqu'on frappe à la porte. Un homme, Anthony, de New York, remet une lettre à Brian. Anthony dit à Brian qu'il attendra à l'intérieur jusqu'à ce qu'il l'ait lu.
Brian s'assoit et lit la lettre qui vient de son fils Rory Williams. Cela explique que Brian ne pourra plus jamais le revoir ni lui ni Amy, et il s'en excuse. Rory explique également que la personne qui a remis la lettre est le petit-fils de Brian, Anthony Brian Williams, qu'Amy et Rory ont adopté en 1946.
Après que Brian ait lu la lettre, il se dirige vers Anthony, qui lui propose une poignée de main. Les deux s'embrassent ensuite dans une étreinte à la fin de l'épisode.

## Continuité
Amy Pond et Rory Williams sont morts dans l'épisode Les Anges prennent Manhattan, lorsque les Anges Pleureurs les ont envoyés dans le passé pour vivre pleinement le reste de leur vie. Amy est décédée à 87 ans, Rory à 82 ans.
Comme expliqué dans l'épisode L'Asile des Daleks, Amy ne peut plus tomber enceinte et donc avoir d'enfant à cause de ce qui lui est arrivé dans l'épisode La Retraite du démon ce qui explique le fait qu'Amy et Rory ont adopté Anthony.

## Production
Après l'achèvement de la rédaction sur Des dinosaures dans l'espace, le scénariste Chris Chibnall explique comment le showrunner de Doctor Who, Steven Moffat, « savait comment l'épisode avec les anges allait se terminer » et qu'ils « savaient que Brian reviendrait dans L'Invasion des cubes ». Chibnall cite Moffat en disant « Je me sens mal, parce que je veux vraiment en finir avec ce qui arrive à Brian mais cela ne rentre tout simplement pas dans Les Anges prennent Manhattan et ce serait vraiment étrange de le mettre là-dedans », à tel point que Chibnall lui dit : « Écoute, je vais écrire une scène pour le DVD. » 
Chibnall révèle qu'il a écrit P.S. à peu près au même moment où il écrit le mini épisode de la saison 7, Pond Life. Après avoir vu Mark Williams (l'acteur de Brian) jouer dans Des dinosaures dans l'espace, l'équipe a eu l'impression qu'il était un très bon acteur et combien il serait important dans L'Invasion des cubes. Cependant, à l'époque, Mark Williams tourne Blandings en Irlande du Nord et n'est donc pas disponible pour filmer P.S.. Plus tard, alors que la série commence à être diffusée, Chibnall se demande si l'équipe ferait réellement quelque chose avec la scène qu'il a écrite, avant de découvrir plus tard qu'ils l'ont transformée en animation.
Après la diffusion de l'épisode Les Anges prennent Manhattan, la BBC reçoit divers courriels de fans demandant ce qui est arrivé à Brian après le départ d'Amy et de Rory. Ces e-mails convainc la BBC de sortir P.S. sous la forme d'un mini épisode animé.
À l'exclusion de la scène d'ouverture (une répétition de la scène finale de l'épisode L'Invasion des cubes), cet épisode est entièrement réalisé sous forme de storyboards animés, avec un texte simple décrivant les actions et les décors. Arthur Darvill enregistre son dialogue voix off dans un studio d'enregistrement.